# 김의재
김의재(金義在, 1937년 6월 21일~)는 대한민국의 정치인이다. 제15대 국회의원, 제20대 국가보훈처장을 지냈다.

## 학력
- 서울대학교 사범대학 부설고등학교 졸업
- 서울대학교 법과대학 법학 학사
- 경희대학교 행정대학원 행정학 석사

## 경력
- 서울특별시청 감사관
- 제5대 서울특별시 동작구청장(관선)
- 서울특별시 중랑구 분구 준비요원(현 중랑구청장)
- 제29대 서울특별시 성북구청장(관선)
- 서울특별시청 청소사업본부장
- 서울특별시청 상수도사업본부장
- 서울특별시청 기획관리실장
- 서울특별시청 공무원교육원장
- 서울특별시청 시민생활국장
- 서울특별시청 투자관리관
- 제2대 서울특별시 행정1부시장
- 제13대 국가보훈처 차장
- 제20대 국가보훈처장
- 제15대 국회의원
- 자유민주연합 정책조정위원장
- 자유민주연합 원내부총무
- 한국·몽골 친선협회 회장
- 백범기념관 건립 추진위원
- 평화를 위한 국회 종교의원모임 회원
- 시흥시 행정동우회 고문
- 서울특별시 시우회 고문
- 시흥시 환경연합 고문
- 대아건설 부회장
- 경남기업 대표이사
- 대한민국헌정회 이사
- 대한민국헌정회 정책연구위원회 의장

## 역대 선거 결과
|  | 52.48% |

|  | 13.65% |

## 같이 보기
- 시흥시 (선거구)
- 시흥시의 국회의원
- 동작구청장
- 중랑구청장
- 성북구청장
- 서울특별시 부시장
- 대한민국의 국가보훈부 차관
- 대한민국의 국가보훈부 장관